# 伊藤美来 まるっとまとめ!
『伊藤美来 まるっとまとめ！』（いとうみく まるっとまとめ）は、2016年10月7日から2017年12月29日まで超A&G+で毎週金曜日明朝（木曜日深夜）に配信されていたインターネットラジオ番組。パーソナリティーは声優の伊藤美来。

## 概要
スタイルキューブ所属の声優、伊藤美来がパーソナリティーを務めるインターネットラジオ番組。伊藤にとって初の冠番組で、初めて一人でパーソナリティーを務める番組である。
番組タイトルの通り、伊藤美来の好きなこと、好きなモノや伝わり切れていない伊藤美来の魅力を「まとめ」て、この番組を視聴すれば伊藤美来について「まるっと」わかる番組で、番組の趣旨も「伊藤美来について知ってもらうこと」である。また、動画付きのラジオであるため、伊藤が照れたり、笑ったり、悔しがったりする様々な様子を見ることができる。
番組終了後には日本コロムビアの伊藤美来オフィシャルサイトに『「伊藤美来 まるっとまとめ!」まとめn』（nは放送回の数字）としてブログが公開されている。

### パーソナリティー
- 伊藤美来

### 配信時間
本配信
配信開始 -
毎週金曜日 1:00 - 1:30（木曜深夜）

リピート配信
配信開始 -
毎週金曜日 13:00 - 13:30

## コーナー
妄想ガールと空想ボーイ
暇になるとつい妄想をしてしまう伊藤。そんな伊藤に番組がお題を示し、伊藤に好きなだけ妄想を広げてもらい、それを披露してもらうコーナー。
「妄想してほしいテーマ」や「私がした妄想」についてリスナーに送ってもらうこともある。

みっくのミクロプロフィール
自分のことを「平凡」だと思っている伊藤に、リスナーから伊藤自身が気が付いていないミクロな（小さな）長所や魅力、特徴を教えてもらうコーナー。

美来さん、are you Lady?
第2回配信の前日に20歳の誕生日を迎えた伊藤が大人の女性としての準備がきちんとできているのか「大人の女性度」をチェックするコーナー。出題される○×クイズに答え、毎回の正答数に応じて、「夫人・大人・年相応・こども・幼女」の5段階評価がなされる。